# Ivan Jullien

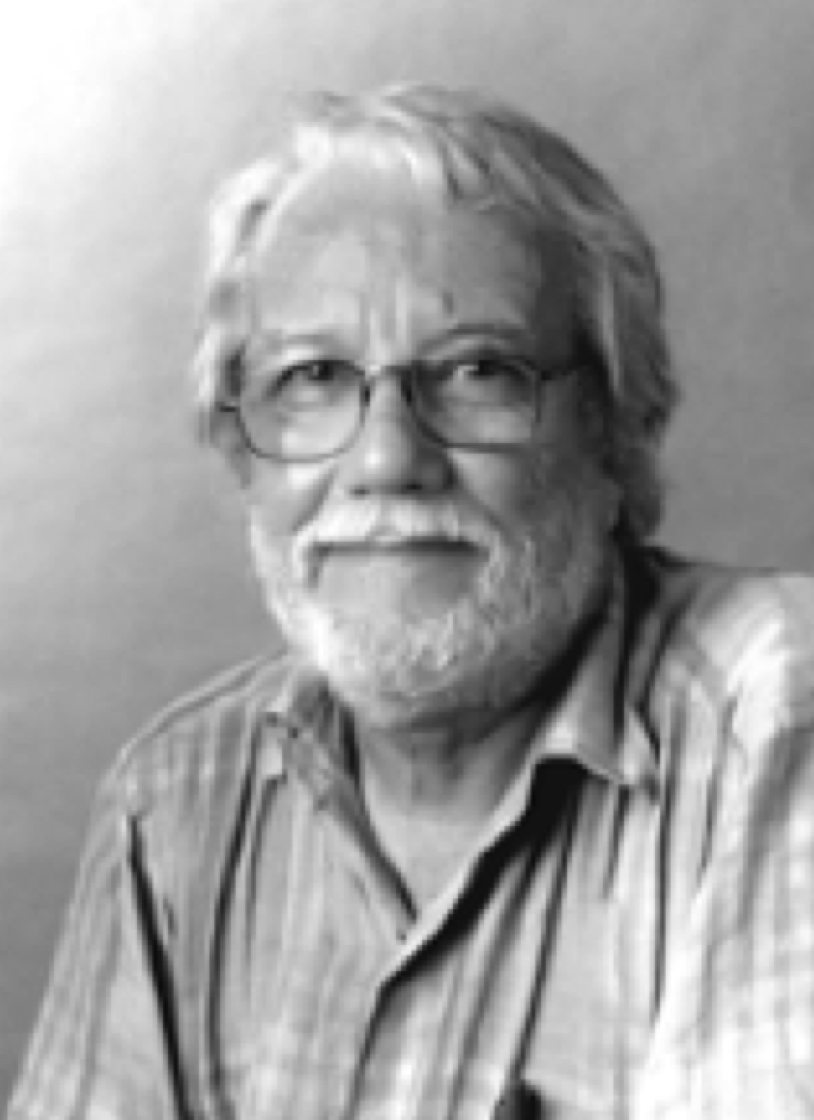
Ivan Jullien

Ivan Jullien (* 27. Oktober 1934 in Vincennes; † 3. Januar 2015) war ein französischer Komponist, z. B. von Filmmusik, Arrangeur und Jazztrompeter.

## Leben und Wirken
Jullien studierte zunächst seinen Eltern zuliebe Architektur und arbeitete auch kurz in der Denkmäler-Inspektion, ging dann aber zur Kriegsmarine und verbrachte die Jahre 1952 bis 1954 im Indochina-Krieg. Ab 1956 schlug er sich in Paris mit zahlreichen Jobs durch und begann auch Trompete zu spielen, was er ab 1957 im Jazz- und Varieté-Milieu zu seinem Hauptberuf machte. Er spielte in den Orchestern von Jacques Hélian, Alix Combelle, Claude Bolling und im Orchester des Olympia und begleitete Jazzmusiker wie Lester Young, Benny Bailey, Bud Powell, Johnny Griffin, Dexter Gordon und Maynard Ferguson. Ab 1964 spielte er zwei Jahre bei Johnny Hallyday, für den er auch arrangierte.
1968 trat er mit Jean-Claude Naude, Sonny Grey und Roger Guérin in einem Trumpet Workshop für die ORTF auf. Außerdem arrangierte er für Orchester, fürs Studio und für verschiedene Sänger wie Sacha Distel, Claude Nougaro, Charles Aznavour, Michel Jonasz, Charles Trenet und Françoise Hardy. Insgesamt schrieb er im Lauf der Zeit tausende Arrangements. Daneben komponierte und arrangierte er Filmmusik, z. B. arrangierte er für Claude Lelouchs Ein Mann und eine Frau (Un Homme et une femme). Ab 1983 unterrichtete er auch Musikanalyse und Arrangement (Orchestrierung). Ab 2006 brachte er die ersten Bände eines Traité de l'arrangement heraus.
Jullien organisierte auch mehrfach Big Bands (1965, 1972, 1978, 1983), mit denen er auch aufnahm, die aber aus finanziellen Gründen jeweils nur kurze Zeit bestanden. 1993 arrangierte er „Carmen Jazz“ für Dee Dee Bridgewater beim Festival in Wien und 2001 französische Chansons für Michel Leeb als Jazztitel, die mit dem Count-Basie-Orchester aufgeführt wurden.
1971 erhielt er den Prix Django Reinhardt. Für „Porgy and Bess“ von 1971 mit Eddy Louiss erhielt er den Prix Boris Vian. 2003 erhielt er einen „Victoires de la Musique“ für sein Gesamtwerk. Er ist „Chevalier des Arts et des Lettres“.